# الدوري العراقي الدرجة الثانية 2021–22
الدوري العراقي الدرجة الثانية 2021–2022 هو النسخة 48 من دوري كرة قدم لأندية الدرجة الثانية للموسم 2021-2022 والذي ينظمه الاتحاد العراقي لكرة القدم، وهو المستوى الثالث حسب نظام الدوري العراقي لكرة القدم منذ تأسيسه في عام 1974، تختلف عدد الأندية في الدوري في كل موسم لأسباب مختلفة؛ تصعد الفرق الأربعة الأولى في نهاية الموسم إلى دوري الدرجة الأولى، وتهبط الفرق الثمانية عشر الأخيرة إلى دوري الدرجة الثالثة، بدأ الموسم في 10 نوفمبر 2021، وشارك فيه 126 فريقًا. وفي هذه النسخة حقق نادي الإتصالات لقب البطولة بعد فوزه على نادي الحويجة في المباراة النهائية بنتيجة 5-0.

## الأندية
يبدأ الدوري بـ 126 نادياً وينتهي بأربعة أندية مؤهلة وفقًا لثلاث جولات:
| الجولات | تصنيف                 | تاريخ          | الأندية المشاركة | الأندية المتبقية | التأهل                    |
| ------- | --------------------- | -------------- | ---------------- | ---------------- | ------------------------- |
| الأولى  | تصفيات داخل المحافظات | 10 نوفمبر 2021 | 112              | 27               | تصفيات داخل الأقاليم      |
| الثانية | تصفيات داخل الأقاليم  | 18 يناير 2022  | 27               | 8                | تصفيات النهائي            |
| الثالثة | تصفيات النهائي        | 9 مايو 2022    | 8                | 4                | الترقية إلى الدرجة الأولى |

## تصفيات داخل المحافظات
تنقسم الأندية الـ 112 إلى 16 مجموعة حسب الموقع، باستثناء مجموعتي دهوك وأربيل، وكل مجموعة تمثل المحافظة التي تنتمي إليها هذه الأندية وتقع داخل حدودها.
| #  | المحافظة   | الأندية المشاركة | الأندية المتبقية                                                          |
| -- | ---------- | --- | ------------------------------------------------------------------------- |
| 1  | دهوك       | |                                                                           |
| 2  | نينوى      | - الأمواج الموصلي - المستقبل المشرق - Al-Shoura - بلدية الموصل - الموصل - عمال نينوى - ربيعة - سهل نينوى - ترمي                                                                        | - الأمواج الموصلي - الموصل                                                |
| 3  | أربيل      | |                                                                           |
| 4  | كركوك      | - الحويجة - الشورجة - داقوق - الدبس - المصلى - بيشوا - الطوز | - الحويجة - الطوز                                                         |
| 5  | السليمانية | - بابان - Khallat - سيروان - بنجوين - سرجنار - السليمانية | - بابان                                                                   |
| 6  | صلاح الدين | - الدجيل - بيجي - بلد - صلاح الدين - شباب الدور | - الدجيل                                                                  |
| 7  | الأنبار    | - الأنبار - الفهد - الفوسفات - الحبانية - الجولان - الناصر - Al-Raed - الصوفية - هيت                                                                                                   | - الجولان - الصوفية                                                       |
| 8  | بغداد      | - العدالة - الإتصالات - الجيش - الجامعة - الكاظمية - الخطوط الجوية - المحمودية - المهندسين - النجدة - الشعلة - السكك - التاجي - الطليعة - الزعفرانية - حيفا - مصافي الوسط - شباب العدل | - الإتصالات - الكاظمية - الخطوط الجوية - السكك - الزعفرانية - مصافي الوسط |
| 9  | ديالى      | - الخالص - بلدروز - بلاد الرافدين - جديدة الشط - جلولاء - قزانية - شهربان | - الخالص - بلدروز                                                         |
| 10 | كربلاء     | - الغاضرية - الهندية - الحر - الحسينية - الخيرات | - الغاضرية                                                                |
| 11 | بابل       | - الكفل - المدحتية - المشروع - المسيب - السدة | - الكفل                                                                   |
| 12 | واسط       | - الأحرار - الحي - الجهاد - الكوت - الموفقية - النعمانية - الصويرة - الزعيم | - النعمانية - الصويرة                                                     |
| 13 | النجف      | - الازدهار - الخورنق - المشخاب - التضامن | - المشخاب                                                                 |
| 14 | القادسية   | - آل بدير - الاتفاق - الحمزة - النجمة - الشامية | - آل بدير                                                                 |
| 15 | ميسان      | - العمارة - الميمونة - السكر - دجلة - قلعة صالح | - السكر                                                                   |
| 16 | المثنى     | - الخضر - المثنى - الرميثة - السلمان - ثورة العشرين - اوروك | - الخضر                                                                   |
| 17 | ذي قار     | - اكد - الفرات - الرفاعي - الشطرة - بلدية الناصرية | - الفرات                                                                  |
| 18 | البصرة     | - البصرة - الفيحاء - الخليج العربي - القرنة - الصادق - الزبير - غاز الجنوب - كهرباء الهارثة - سفوان - أم قصر                                                                           | - القرنة - الزبير                                                         |

## تصفيات داخل الأقاليم
الفرق الـ 27 المؤهلة تقسم إلى خمس مجموعات حسب الموقع، ومن كل مجموعة يتأهل الفريقان الأول والثاني مباشرة إلى المرحلة النهائية، باستثناء فرق المجموعات الشمالية والفرات الأوسط، حيث يلعبون فيما بينهم حتى يتأهل أحد الفرق الثلاثة للمرحلة النهائية، ويتأهل في هذه المرحلة 8 فرق للعب في المرحلة النهائية.
الإتصالات

الكاظمية

الخطوط

السكك

الزعفرانية

نفط الوسط

| إقليم                | الأندية المشاركة                                                          | الأندية المتبقية          |
| -------------------- | ------------------------------------------------------------------------- | ------------------------- |
| المجموعة الشمالية    | - الأمواج الموصلي - الحويجة - بابان [أ] - الموصل - طوز [أ]                | - الحويجة                 |
| المجموعة الغربية     | - الدجيل [أ] - الجولان - الخالص - الصوفية - بلد روز                       | - الجولان - الصوفية       |
| مجموعة بغداد         | - الإتصالات - الكاظمية - الخطوط الجوية - السكك - الزعفرانية - مصافي الوسط | - الإتصالات - مصافي الوسط |
| مجموعة الفرات الوسطى | - آل بدير - الغاضرية - الخضر - الكفل - المشخاب                            | - الخضر                   |
| المجموعة الجنوبية    | - الفرات - النعمانية - القرنة - السكر - الصويرة - الزبير                  | - السكر - الصويرة         |

[أ] انسحب بابان وطوز والدجيل من الدوري في هذه المرحلة.

## التصفيات النهائية
قُسمت الفرق الثمانية المؤهلة إلى مجموعتين، حيث يصعد أول فريقين من كل مجموعة إلى دوري الدرجة الأولى.

### المجموعة 1
| م | الفريق    | لعب | ف | ت | خ | أ.له | أ.ع | أ.ف | نقاط | الصعود                 |     | ETI | JOL | KHI | SUK |
| - | --------- | --- | - | - | - | ---- | --- | --- | ---- | ---------------------- | --- | --- | --- | --- | --- |
| 1 | الإتصالات | 6   | 4 | 1 | 1 | 14   | 8   | +6  | 13   | ترقى إلى الدرجة الأولى |     | —   | 1–0 | 2–1 | 6–2 |
| 2 | الجولان   | 6   | 3 | 1 | 2 | 15   | 10  | +5  | 10   | ترقى إلى الدرجة الأولى |     | 2–2 | —   | 3–0 | 2–1 |
| 3 | الخضر     | 6   | 3 | 0 | 3 | 10   | 14  | −4  | 9    |                        |     | 3–2 | 4–2 | —   | 2–1 |
| 4 | السكر     | 6   | 1 | 0 | 5 | 10   | 17  | −7  | 3    |                        | 0–1 | 2–6 | 4–0 | —   |     |

### المجموعة 2
| م | الفريق      | لعب | ف | ت | خ | أ.له | أ.ع | أ.ف | نقاط | الصعود                 |     | HAW | MWT | SUF | SUW |
| - | ----------- | --- | - | - | - | ---- | --- | --- | ---- | ---------------------- | --- | --- | --- | --- | --- |
| 1 | الحويجة     | 6   | 4 | 1 | 1 | 10   | 4   | +6  | 13   | ترقى إلى الدرجة الأولى |     | —   | 0–1 | 3–2 | 2–0 |
| 2 | مصافي الوسط | 6   | 2 | 4 | 0 | 6    | 2   | +4  | 10   | ترقى إلى الدرجة الأولى |     | 1–1 | —   | 1–1 | 3–0 |
| 3 | الصوفية     | 6   | 2 | 2 | 2 | 7    | 6   | +1  | 8    |                        |     | 0–1 | 0–0 | —   | 1–0 |
| 4 | الصويرة     | 6   | 0 | 1 | 5 | 1    | 12  | −11 | 1    |                        | 0–3 | 0–0 | 1–3 | —   |     |

1. ↑  منحت مباراة كفوز 0-3 لنادي الحويجة، بسبب عدم مشاركة الصويرة في المباراة.

## النهائي
| الإتصالات                                                                   | 5 – 0 | الحويجة |
| --------------------------------------------------------------------------- | ----- | ------- |
| حسين أحمد 37' · حيدر أحمد 70' · مؤمل جواد 79' · علي جلال 83' · علي فائز 89' | تقرير |         |